# (5954) Epikouros
(5954) Epikouros is een planetoïde in de hoofdgordel. (5954) Epikouros werd op 19 augustus 1987 ontdekt door de Belgische astronoom Eric Walter Elst en is vernoemd naar de Griekse filosoof Epicurus (341 v.Chr. - 271 v.Chr.), de stichter van de epicuristische school.